# 누벨칼레도니날여우박쥐
누벨칼레도니날여우박쥐(Pteropus vetulus)는 큰박쥐과에 속하는 박쥐의 일종이다. 누벨칼레도니의 토착종이다. 서식지가 크게 파편화되고, 산림 벌채로 개체수가 감소하는 것으로 추정되고 있다. 사냥과 같은 다른 위협 요인은 아직 확실하지 않다.